# Diocese Anglicana de Brasília
A Diocese Anglicana de Brasília é parte integrante da Igreja Episcopal Anglicana do Brasil. Sua área diocesana compreende o Distrito Federal, Goiás, Noroeste de Minas Gerais e Tocantins. Ela foi criada em 1984 e instalada em 1985. A sede episcopal da Diocese fica na Catedral Anglicana da Ressurreição, localizada à EQS 309/310 Sul - Asa Sul.

## História
A história da Igreja Episcopal Anglicana do Brasil se inicia com uma missão da Igreja Episcopal dos Estados Unidos na Região Sul do Brasil, em 1890. Em 1965, a então Igreja Episcopal Brasileira obteve sua autonomia administrativa e financeira em relação à Igreja norte-americana, tornando-se a 19ª Província da Comunhão Anglicana. A presença anglicana em Brasília se confunde com a fundação da própria cidade. Em 5 de junho de 1960 foi celebrado o primeiro culto anglicano na cidade, tendo sido conduzido pelo Reverendo Saulo Marques. O primeiro templo anglicano construído na capital federal foi a Paróquia da Ressurreição.
Devido à necessidade de expandir os trabalhos da Igreja pelo país, é decidida a criação de uma nova unidade diocesana para a região. A Diocese Anglicana de Brasília (DAB) surge como parte do desmembramento da Diocese Central, que dá origem a três dioceses: Sul Central, com sede em São Paulo (Diocese Anglicana de São Paulo); Diocese Setentrional, com sede em Recife (Diocese Anglicana do Recife); e a Diocese Missionária de Brasília (Diocese Anglicana de Brasília).
O projeto de expansão missionária da DAB é rapidamente posto em prática, com a construção da Catedral Anglicana da Ressurreição, com projeto organizado pelo arquiteto Glauco Campello, indicado por Oscar Niemeyer. Dom Agostinho Sória, então bispo da Diocese Anglicana do Rio de Janeiro foi nomeado para ser o primeiro bispo diocesano da DAB.
Desde então, a DAB tem construído seu trabalho pastoral a partir de uma rede de serviço à comunidade dentro da Diocese, com estudantes jovens, apoio educacional e recreacional para crianças pobres e suas famílias. Já nas relações ecumênicas, a Diocese tem estabelecido parcerias com a Diocese de Indianápolis, da Igreja Episcopal dos Estados Unidos; a Diocese de Bor, da Igreja Anglicana do Sudão e a Igreja Anglicana do Canadá, também servindo a membros tanto nacionais e estrangeiros, bem como realizando parcerias com organizações internacionais. Atualmente o bispo da Diocese Anglicana de Brasília também e o responsável pelo Distrito Missionário do Oeste.

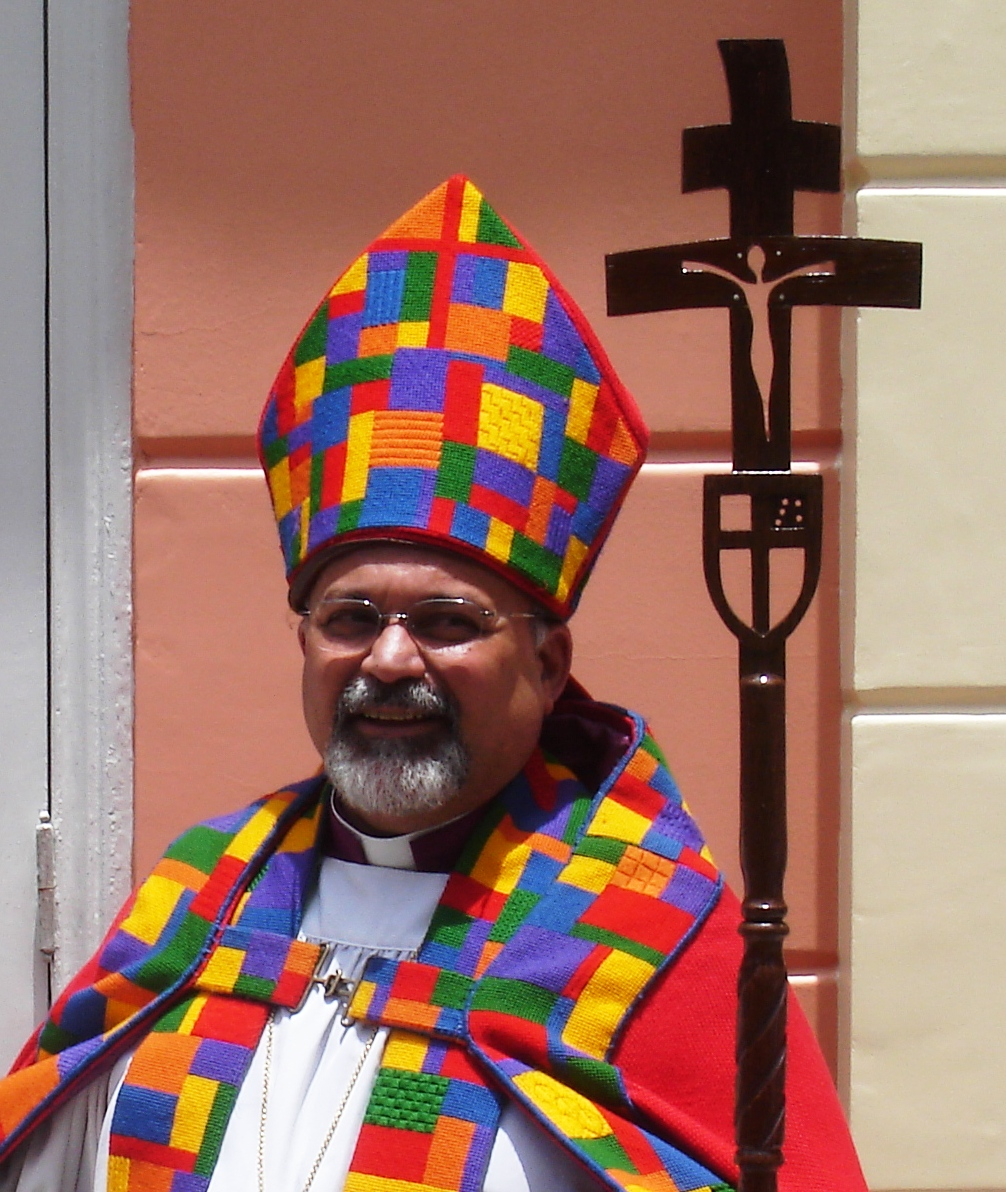
Bispo Maurício Andrade, bispo diocesano de Brasília

## Objetivos diocesanos
- Plad 2000 – Um plano de ação de 10 anos para a Diocese
- Construindo a Koinonia (Comunhão)
- Diaconia com serviço social para a comunidade
- Despender de trabalho missionário
- Identidade Anglicana e Relações Ecumênicas
- Programas de formação do clero e laicato para o serviço
- Organização de um serviço interno de Missão
- Parceria com as Dioceses de Indianapolis (USA) e Bor (Sudão)

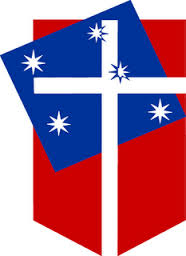
Brasão da Igreja Episcopal Anglicana do Brasil

## Bispos diocesanos
A relação dos bispos diocesanos, ininterrupta, deste a criação da Diocese é:
- Bispo Agostinho Sória (1º bispo diocesano) - 1985 a abril de 1988.
- Bispo Almir dos Santos - abril de 1988 a dezembro de 2002.
- Bispo Glauco Soares de Lima (Interino) - janeiro a maio de 2003.
- Bispo Orlando Santos de Oliveira (Interino) - junho a agosto de 2003.
- Bispo Maurício José Araújo de Andrade - setembro de 2003 até o presente.